# Carthage (Maine)
Carthage ist eine Town im Franklin County des Bundesstaates Maine in den Vereinigten Staaten. Im Jahr 2020 lebten dort 509 Einwohner in 306 Haushalten auf einer Fläche von 86,66 km².

## Geografie
Nach dem United States Census Bureau hat Carthage eine Gesamtfläche von 86,66 km², von denen 86,32 km² Land sind und 0,34 km² aus Gewässern bestehen.

### Geografische Lage
Carthage liegt im Südwesten des Franklin Countys. Der Webb River fließt in südliche Richtung durch die Town, vom im Norden angrenzenden Webb Lake zum Androscoggin River, in den er mündet, im Süden. Die Town liegt in einem Tal zwischen Hügeln und Bergen. Im östlichen Hügelrücken liegt mit dem 783 m hohem Saddleback Mountain der höchste Berg des Gebietes. Im Südwesten grenzt der Halfmoon Pond an und im Osten liegt der Podunk Pond.

### Nachbargemeinden
Alle Entfernungen sind als Luftlinien zwischen den offiziellen Koordinaten der Orte aus der Volkszählung 2010 angegeben.
- Norden: Weld, 4,1 km
- Osten: South Franklin, Unorganized Territory, 8,4 km
- Südosten Wilton, 19,1 km
- Süden: Dixfield, Oxford County, 4,2 km
- Südwesten: Mexico, Oxford County, 8,7 km
- Nordwesten: Roxbury, Oxford County, 20,3 km

### Stadtgliederung
In Carthage gibt es mehrere Siedlungsgebiete: Berry Mills (Berry's Mills), Carthage, South Carthage (ehemaliger Standort eines Postamtes) und Tainter Corner.

### Klima
Die mittlere Durchschnittstemperatur in Carthage liegt zwischen −7,8 °C (18 °Fahrenheit) im Januar und 20,0 °C (628 °Fahrenheit) im Juli. Damit ist der Ort gegenüber dem langjährigen Mittel der USA um etwa 9 Grad kühler. Die Schneefälle zwischen Oktober und Mai liegen mit bis zu zweieinhalb Metern mehr als doppelt so hoch wie die mittlere Schneehöhe in den USA; die tägliche Sonnenscheindauer liegt am unteren Rand des Wertespektrums der USA.

## Geschichte
Erste Siedler auf dem Gebiet der Town waren William Bowley und Mr. Winter. Bowley errichtete “Boley’s Mills” am Webb River. Am 20. Februar 1826 wurde das Gebiet als Town organisiert. Zuvor war es bekannt als Plantation Number 4 Abbott’s Purchase. Durch Samuel Adams wurde das Gebiet im Jahr 1803 in Parzellen unterteilt. Benannt wurde Carthage nach Karthago in Nordafrika.

### Einwohnerentwicklung
| Volkszählungsergebnisse – Town of Carthage, Maine | Volkszählungsergebnisse – Town of Carthage, Maine | Volkszählungsergebnisse – Town of Carthage, Maine | Volkszählungsergebnisse – Town of Carthage, Maine | Volkszählungsergebnisse – Town of Carthage, Maine | Volkszählungsergebnisse – Town of Carthage, Maine | Volkszählungsergebnisse – Town of Carthage, Maine | Volkszählungsergebnisse – Town of Carthage, Maine | Volkszählungsergebnisse – Town of Carthage, Maine | Volkszählungsergebnisse – Town of Carthage, Maine | Volkszählungsergebnisse – Town of Carthage, Maine |
| Jahr                                              | 1800                                              | 1810                                              | 1820                                              | 1830                                              | 1840                                              | 1850                                              | 1860                                              | 1870                                              | 1880                                              | 1890                                              |
| ------------------------------------------------- | ------------------------------------------------- | ------------------------------------------------- | ------------------------------------------------- | ------------------------------------------------- | ------------------------------------------------- | ------------------------------------------------- | ------------------------------------------------- | ------------------------------------------------- | ------------------------------------------------- | ------------------------------------------------- |
| Einwohner                                         |                                                   |                                                   |                                                   | 333                                               | 522                                               | 420                                               | 503                                               | 486                                               | 507                                               | 390                                               |
| Jahr                                              | 1900                                              | 1910                                              | 1920                                              | 1930                                              | 1940                                              | 1950                                              | 1960                                              | 1970                                              | 1980                                              | 1990                                              |
| Einwohner                                         | 334                                               | 292                                               | 282                                               | 247                                               | 281                                               | 339                                               | 370                                               | 354                                               | 438                                               | 458                                               |
| Jahr                                              | 2000                                              | 2010                                              | 2020                                              | 2030                                              | 2040                                              | 2050                                              | 2060                                              | 2070                                              | 2080                                              | 2090                                              |
| Einwohner                                         | 520                                               | 560                                               | 509                                               |                                                   |                                                   |                                                   |                                                   |                                                   |                                                   |                                                   |

## Kultur und Sehenswürdigkeiten

### Bauwerke
In Carthage wurde im Jahr 2002 die John G. Coburn Farm unter Denkmalschutz gestellt und ins National Register of Historic Places aufgenommen.

## Wirtschaft und Infrastruktur

### Verkehr
Durch die südöstliche Ecke des Gebietes verläuft der U.S. Highway 2 und die Maine State Route 142 führt in nordsüdlicher Richtung durch Carthage.

### Öffentliche Einrichtungen
In Carthage gibt es keine medizinischen Einrichtungen. Die nächstgelegenen befinden sich in Dixfield, Rumford und Farmington.
Carthage besitzt keine eigene Bücherei. Die nächstgelegene befindet sich in Dixfield.

### Bildung
Carthage gehört mit Buckfield, Hanover, Mexico, Roxbury, Rumford und Sumner zum Western Foothills Regional School District (RSU #10).
Im Schulbezirk werden folgende Schulen angeboten:
- Buckfield Junior/Senior High School in Buckfield
- Hartford-Sumner Elementary School in Sumner
- Meroby Elementary School in Mexico
- Mountain Valley High School in Rumford
- Mountain Valley Middle School in Mexico
- Pennacook Learning Center in Rumford
- Rumford Elementary School in Rumford

## Persönlichkeiten

### Söhne und Töchter der Stadt
- Hiram Pitt Bennet (1826–1914), Politiker